# Phumosia spinicostata
Phumosia spinicostata este o specie de muște din genul Phumosia, familia Calliphoridae, descrisă de Zumpt în anul 1975. Conform Catalogue of Life specia Phumosia spinicostata nu are subspecii cunoscute.